# Dietmar Lacker

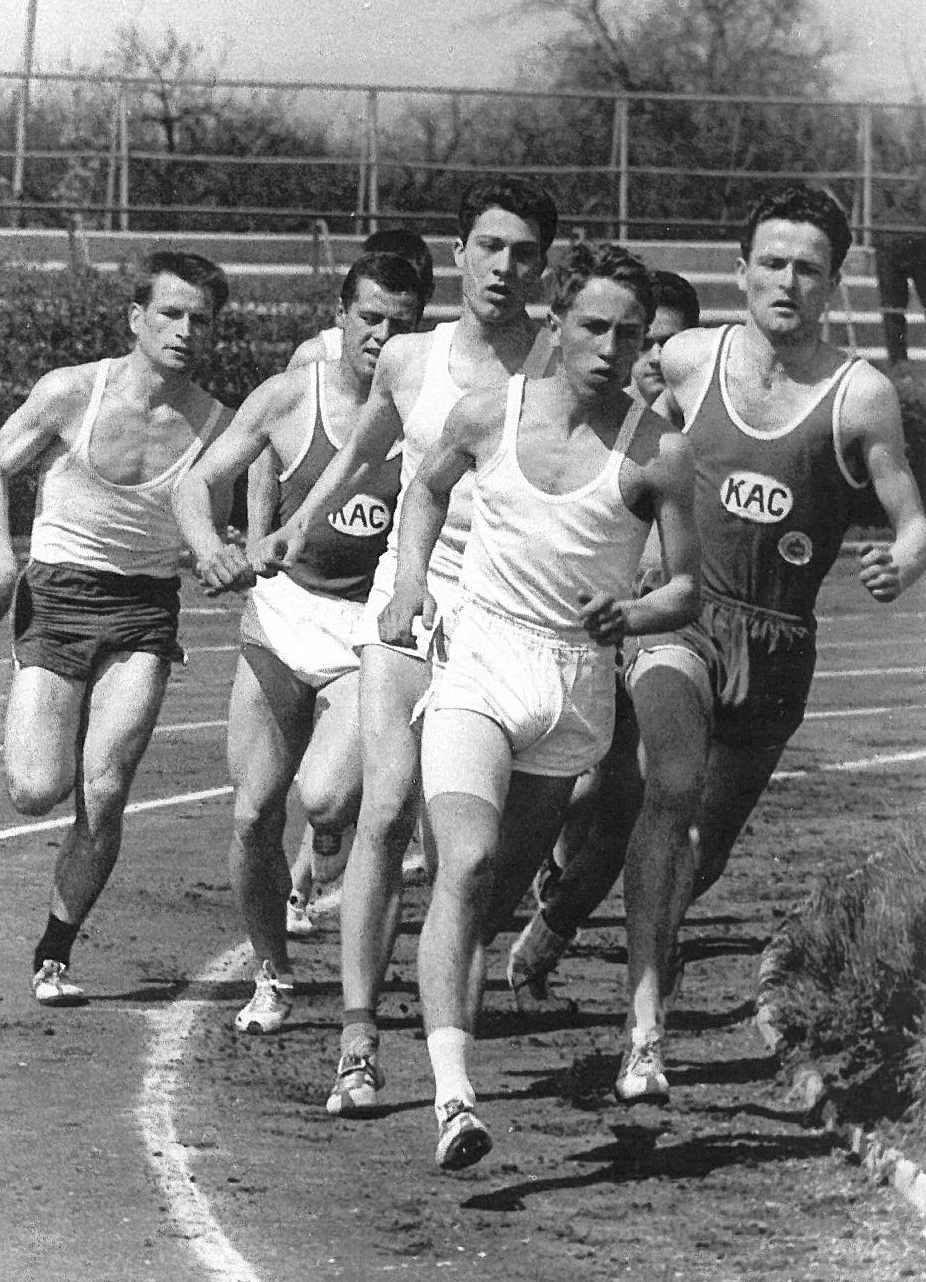
Lacker rechts auf der Innenbahn (1961)

Dietmar Lacker (* 8. Oktober 1936 in Klagenfurt) ist ein ehemaliger österreichischer Mittelstreckenläufer.

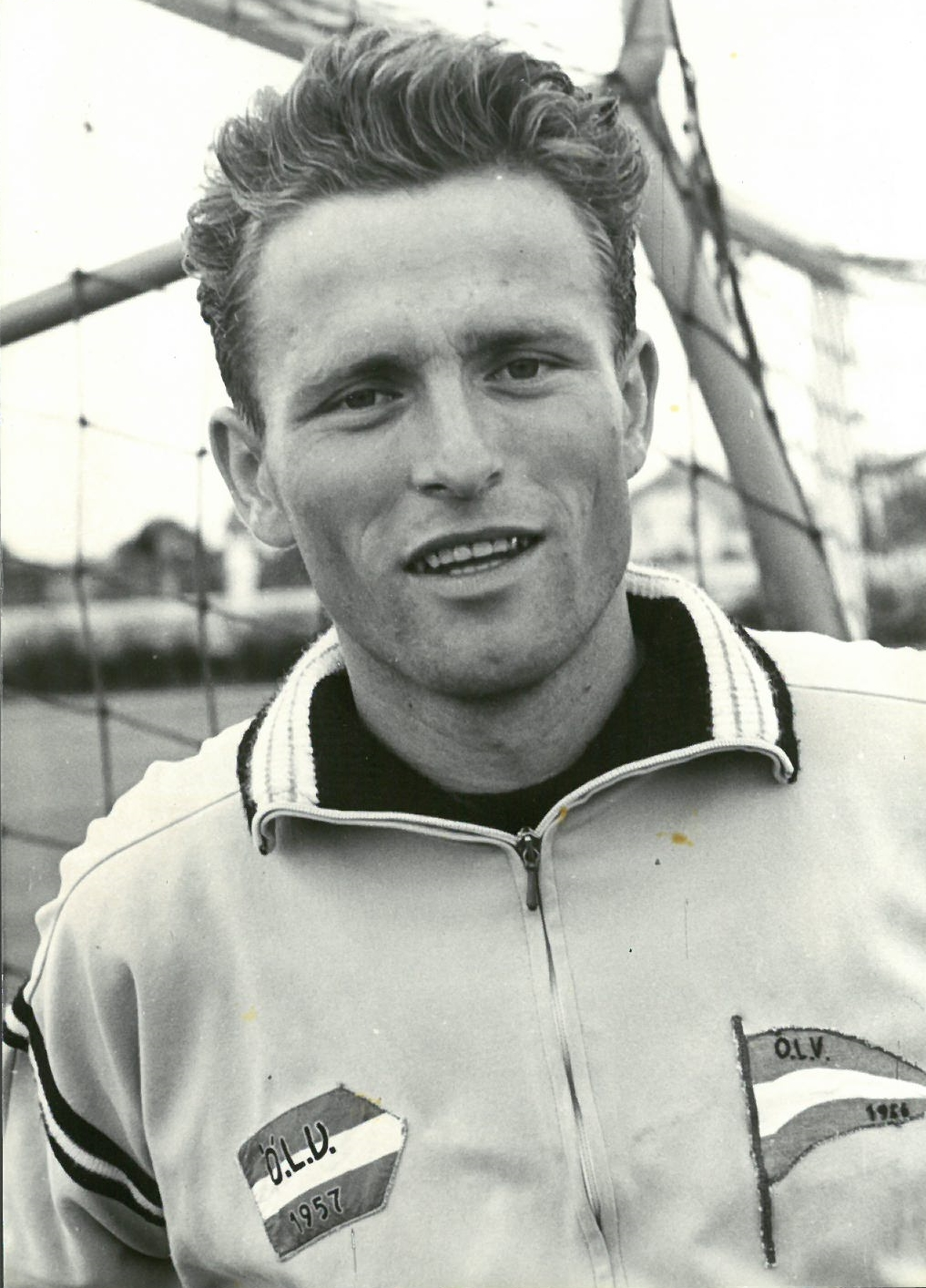
Lacker in den 1950er-Jahren

## Karriere als Aktiver
Bereits Sommer 1953 erreichte er bei den österr. Jugendmeisterschaften in Linz den 3. Platz über 400 Meter. Damals lief er für den Verein Union Klagenfurt. Im Herbst wechselte er zum KAC. Noch im Oktober 1953 gewann er die Britischen Militärmeisterschaften über 800 Meter. Im Jahr danach, 1954, gerade erst 17-jährig gewann er bei den Kärntner Meisterschaften die Titel über 400, 800 und 1500 Meter. Das Titel-Triple war der Beginn einer großen Karriere, in deren Verlauf der Kärntner 800-Meter-Meister von 1954 bis 1965 stets Lacker hieß.
Im April 1954 gewann er auch  die Gelände-Jugendmeisterschaften und darauf folgte der erste große Höhepunkt in seiner jungen Karriere: Österreichischer Jugendmeister in Wien über die 400 Meter in 51,70 s und zweiter über 1000 Meter in 2:38:00 min zeitgleich mit dem Sieger. Darauf folgten die Landesmeisterschaften mit den Siegen in 800 Meter, 1000 Meter und 1500 Meter. 1956 wurde er Erster bei den Österreichischen Juniorenmeisterschaften über 800 Meter (in Bregenz). 1957 wurde er Erster in der  Österreichischen Juniorenmeisterschaft über 400 Meter (in St. Pölten). 1957 weiters Österreichischer Staatsmeister im Crosslauf. Der Start einer beispiellosen Sportkarriere hatte begonnen.
1959 errang er den Kärntner Rekord über die 800 Meter und es folgten insgesamt noch 28 Landesmeisterschaftssiege in der Allgemeinen Klasse über 400, 500, 800, 1000, 1500 Meter sowie in der englischen Meile (1609,25 m) und im 3000-Meter-Hindernisrennen. Auch im Fünfkampf  (200 m, 1500 m, Weit, Diskus und Speer) erreichte er den Landesmeistertitel von Kärnten, anschließend in derselben Disziplin den 3. Rang bei den Österreichischen Staatsmeisterschaften (1961).
Sein Kärntner Rekord über 800 Meter wurde erst am 17. September 1970 von Grabul Walter übertroffen und der 1000-Meter-Rekord wurde erst am 25. August 1971 von Grabul Walter übertroffen.
Das Karriereende in der Leichtathletik erfolgte verletzungsbedingt im Jahr 1965.
Seit 1956 war er auch Langläufer. Unter anderem nahm er am Koasalauf (72 km) und am Dolomitenlauf (60 km), dem Tauernlauf und anderen teil.

## Trainerkarriere
1964 machte er die Lehrwarteausbildung. Nach Erfolg der abgelegten Prüfung begann Lackers Trainerlaufbahn beim KAC, wo er bereits als Aktiver in Erscheinung trat. Ab 1968 versuchte er es als Trainer und Sektionsleiter des KAC.  Bis 1988 konnten seine von ihm trainierten Athleten insgesamt 42 Österreichische Meistertitel in allen Klassen gewinnen. Darunter waren auch seine eigenen Töchter.
In dieser Zeit war er auch Konditionstrainer bei der KAC Eishockeymannschaft, weiters bei den Handballern und je einmal bei den Kanuten und bei den Eishockey Damen.
Seit 1978 ist er Langlauf-Lehrwart Kärnten, er hat über 400 Personen aus vielen Ländern das Langlaufen gelehrt und trainiert.

## Funktionärstätigkeiten
- Landessportwart im Kärntner Leichtathletikverband,
- Mitglied des Landessportrates,
- Gründungsmitglied des Kärntner Sportpresseclub
- 9 Jahre Vizepräsident des ASVK,
- und zuletzt 11 Jahre Vorsitzender der Naturfreunde Klagenfurt.
- Noch immer leitet er den Nordic Walking Kurs der Naturfreunde Klagenfurt

## Ehrungen
- Von der Stadt Klagenfurt bekam er 1999 den „Ehrenpfennig“
- Vom Land Kärnten bekam er 1994 das „Ehrenzeichen des Landes“
- Vom Bundespräsidenten Österreich erhielt er 1994 das „Goldene Verdienstzeichen“.

## Familie

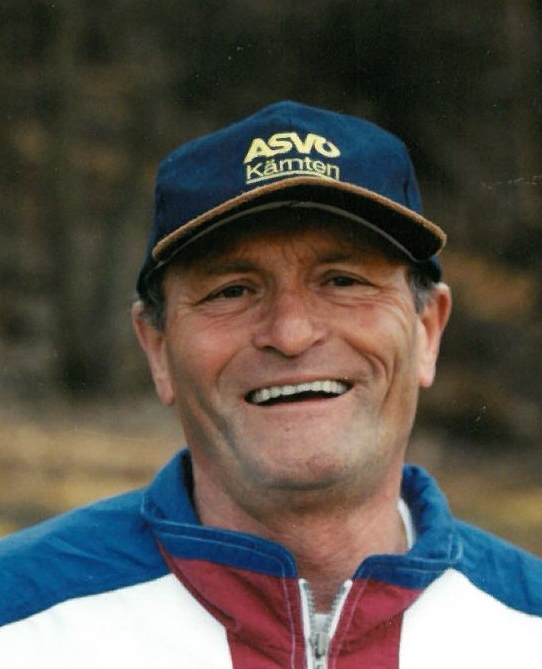
Dietmar Lacker

Dietmar Lacker verheiratet mit Burgi ist Vater  dreier Töchter Monika Pöck, Silvia Pitschek und Ina Watzke. Alle drei waren in der Leichtathletik aktiv, Ina auch im Langlauf. Monika Pöck hält den Kärntner Schülerrekord über 800 Meter (2:14:00 min in Zagreb) und zählt als Topmittelstreckenläuferin in Österreich. 1975 wurde sie Kärntner Meisterin im Hochsprung (1,68 m). Weiters ist Dietmar sechsfacher Großvater. (5 Enkelsöhne und 1 Enkeltochter) Die beiden Enkel Thomas und Markus Pöck sind im Eishockey sehr erfolgreich. Thomas Pöck  spielte zwischen 2005 und 2009 in der NHL für die New York Islanders und derzeit für den EC KAC. Sein jüngerer Bruder Markus Pöck spielt für den EC Red Bull Salzburg.

## Persönliche Bestleistungen
- 800 m: 1:52,00 min Entwicklung des 800-Meter-Rekordes in Kärnten
- 1000 m: 2:25,00 min Entwicklung des 1000-Meter-Rekordes in Kärnten
- 1500 m: 3:56,01 min
- 1 Meile: 4:25,00 min
- 500 m: 65,00 s